# Ljetna univerzijada 1967.
V. Ljetna univerzijada održana je u Tokiju u Japanu od 26. kolovoza do 4. rujna 1967. godine.
Na Univerzijadi su sudjelovale 34 države s 938 natjecatelja koji su se natjecali u deset športova. Najuspješnije su bile SAD s 31 zlatnom, 21 srebrnom i 6 bronačnih medalja.